# Heren van Condé
De titel heer van Condé (-sur-l'Escaut) is een adellijke titel die sinds de twaalfde eeuw gevoerd wordt.
Er waren twee heerlijkheden van Condé-sur-l'Escaut. Condé werd in 1114 gescheiden in twee domeinen: een zogenaamd "du propriétaire" (van de eigenaar) in Vieux-Condé en een "le château" (het kasteel). Verder is Condé-sur-l'Escaut niet te verwarren met de heerlijkheid van Condé-en-Brie.
Condé "du propriétaire" ging in de veertiende eeuw naar het huis de Ligne, en daarna naar La Hamaide. De laatste de la Hamaide, Isabel de La Hamaide trouwde met Jan van Oettingen. Hun dochter Elizabeth van Oetingen erfde de heerlijkheid en huwde met Willem Roggendorf. 
Condé "le château" kwam toe aan het eerste huis Avesnes. Gosuin van het tweede huis Avesnes (huis Oisy), erfde het in 1106. In 1226 ging de heerlijkheid naar het huis Châtillon door het huwelijk van Maria van Avesnes met Hugo van Châtillon. In 1329 erfde Jeanne de Châtillon (1320-1362) de heerlijkheid, die door haar huwelijk met Jacob I van Bourbon-La Marche (1319-1361) in de handen van de Armagnacs kwam, die het op hun beurt verkochten aan het huis Croÿ. In 1503 keerde het terug naar Louis La Roche-sur-Yon (1473-1520), tweede zoon van Jean VIII de Bourbon, die het verkocht aan Karel V, die het op zijn beurt schonk aan Wilhelm van Roggendorf, echtgenoot van Elizabeth van Oetingen zodat de heerlijkheid weer verenigd werd. De heerlijkheid verhuisde nog een laatste keer door het huwelijk van Jean de Croy (1588-1640) met Jeanne Lalaing (1588-1649).

## Heren van Condé "du propriétaire"
- 1114: Héribaud
- 1117: Pierre
- 1140 eeuw: Roger (1140-1171), echtgenote Alice van Bergen.
- 1171 eeuw: Egidius
- 1197: Nicolas I (1172-1218), gehuwd met Isabelle de Bailleul, erfgenaam van Bailleul en Morialme.
- 1235: Jacques (1184-1259)
- 1259: Nicolaas II, vader van Catherine de Conde, echtgenote van Jacques de Châtillon
- 1292: Willem
- 1302: Jean I de Condé, echtgenoot van Margareta van Luxemburg

Jean deelt Condé onder zijn twee kinderen Robert (A) en Jeanne (B)
- 1306: Robert (A), zoon van Jean de Condé (A) en Isabeau de Hénin
- 13??: Jean de Condé
- 13??: Catherina de Ligne, dochter van Fastré de Ligne

- 1306: Jeanne (B) de Condé (+1325), echtgenote (1306) van Fastré de Ligne
- 1337: Michel I de Ligne
- 1345: Michel II de Ligne
- 1387: Willem I de Ligne, neef van Michel II
- 1364: Jean de La Hamaide, echtgenoot van Anne de Ligne (+1364)
- 1397: Thierry de La Hamaide erft Condé en Morialme van Catherina de Ligne
- 1402: Jean de La Hamaide, heer van Condé en Ronse
- 1415: Arnould de La Hamaide,
- 1429: Jacques de La Hamaide,
- 1467: Arnould de La Hamaide,
- 1484: Michel de La Hamaide, broer van Arnould van Hamaide,
- 1485: Jan van Oettingen, echtgenoot van Isabella de La Hamaide, zus van Arnould en Michel
- 1516: Isabella de La Hamaide, weduwe van Jean van Oettingen,
- 1526: Wilhelm van Roggendorf, echtgenoot van Elizabeth van Oettingen (vereniging van Condé "du propriétaire" en "le château")
- 1529: Christoph van Roggendorf werd in 1548 onteigend door keizer Karel V voor majesteitsschennis na een erfenisgeschil

## Heren van Condé "le château"

### Het huis Avesnes
- 1030: Pierre de Condet
- 1057: Osbert de Condet (1055-1129)
- tot 1076: Wederik van Avesnes
- 1076: Diederik van Avesnes,
- 1106: Gozewijn van Avesnes, neef van Diederik
- 1120: Fastraad II van Oisy, broer van Gozewijn
- 1127: Wouter I van Avesnes
- 1147: Nicolaas van Avesnes
- 1171: Jacob van Avesnes
- 1191: Wouter II van Avesnes

### Het huis Châtillon
- 1241: Jan I van Blois, zoon van Hugo V van Saint-Pol en Maria van Avesnes, de dochter van Wouter
- 1248: Gwijde III van Saint-Pol, broer van Jan
- 1289: Gwijde IV van Saint-Pol, zoon van Gwijde.
- 1296: Jacques de Châtillon, broer van Gwijde IV en echtgenoot van Catherine de Condé, dochter van Nicolaas II de Condé "du propriétaire"
- 1302: Hugo van Châtillon

### Het huis Bourbon-La Marche
- 1329: Jeanne de Châtillon (1320-1371), dochter van Hugo, echtgenote (1335) van Jacob I van La Marche, van het Huis van Bourbon
- 1371: Peter I van La Marche (1361-1362)
- 1361: Jan I van La Marche (1362-1393), broer van Peter
- 1393: Jacob II van La Marche (1370-1438)

### Het huis Armagnac
- 1438: Eleonora van La Marche, dochter van Jacob en echtgenote (1429) van Bernard VIII d'Armagnac, graaf van Pardiac

### Het huis Croÿ
- 1462: Jacques d'Armagnac, hertog van Nemours, verkoopt het domein aan Anton van Croÿ.
- 1470: Anton van Croÿ, raadsman en kamerheer van Filips de Goede
- 1503: Lodewijk II van Bourbon, prins van La Roche-sur-Yon en graaf van Montpensier, verkoopt het domein aan Karel V
- 1529: Wilhelm van Roggendorf, echtgenoot van Elizabeth van Oetingen, vrouwe van Condé "du propriétaire", krijgt van keizer Karel V Condé "le château"

## Heren van de verenigde heerlijkheid
- 1560: Maria van Montmorency (1520-1570), weduwe van Karel II van Lalaing (1499-1558), koopt Condé
- 1570: Emanuel Filibert van Lalaing (1557-1590)
- 1590: Jeanne van Lalaing (1580-1649), echtgenote (1608) van Jean van Croÿ-Solre (1588-1640)
- 1649: Philippe Emanuel van Croÿ-Solre (1611-1670)
- 1670: Philip Emanuel Ferdinand van Croÿ-Solre (1641-1718) geeft Condé aan Frankrijk door het Verdrag van Nijmegen in 1678. Vier jaar later geeft hij ook het kasteel aan Lodewijk XIV voor zijn arsenaal.

De titel "Prins van Condé" heeft zijn origine in Condé-en-Brie en niet Condé-sur-l'Escaut. De Bourbons waren circa 40 jaar evenwel deels eigenaar van Condé maar verkochten het in 1529 aan Karel V. 
Hendrik II van Frankrijk creëerde de titel van "Prins van Condé" in 1557 voor Lodewijk van Bourbon-Vendôme. De titel "Prins van Condé" werd gevoerd tot 1830.